# Clivio
Clivio est une commune italienne de la province de Varèse dans la région Lombardie en Italie.

## Toponyme
Dérivé du latin clivius ou clivus: terrain en pente.

## Administration
| Période                                  | Période  | Identité           | Étiquette | Qualité  |
| ---------------------------------------- | -------- | ------------------ | --------- | -------- |
| 30/5/2006                                | En cours | Emanuele Belometti |           | géomètre |
| Les données manquantes sont à compléter. |          |                    |           |          |

### Hameaux
Cà Bella, Santa Maria, Molini di Sotto.